# Leon Korpikiewicz

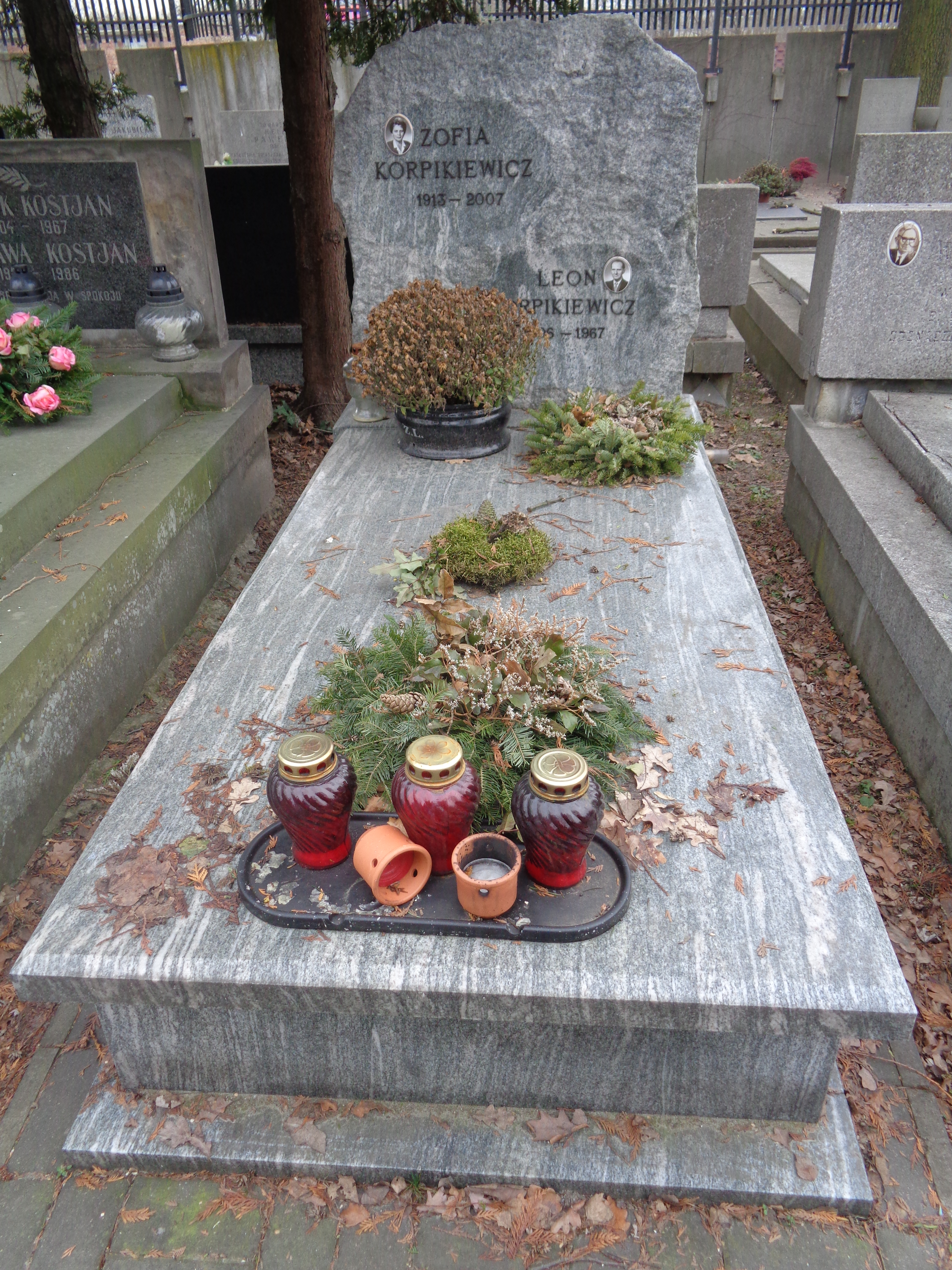
Grób Leona Korpikiewicza na wojskowych Powązkach

Leon Korpikiewicz pseud. Kacper (ur. 20 listopada 1906 w Denkowie, zm. 5 listopada 1967 w Warszawie) – działacz komunistyczny, podpułkownik ludowego WP.
Skończył szkołę podstawową, pracował w fabryce, później był kowalem w hucie. W 1931 wstąpił do KPP, członek Komitetu Dzielnicowego (KD) KPP w Ostrowcu Świętokrzyskim. 23 lipca 1933 aresztowany i uwięziony w Sandomierzu, 21 kwietnia 1934 skazany na 3 lata więzienia i pozbawienie praw na 5 lat, w 1936 zwolniony na mocy amnestii, po czym został skierowany przez KPP do Warszawy, gdzie pracował jako szewc i działał w Centralnym Związku Robotników Przemysłu Skórzanego i Pokrewnych Zawodów w Polsce. We wrześniu 1939 udał się do ZSRR, początkowo pracował w zakładach metalurgicznych w Stalino, w październiku 1941 ewakuowany do Bujnakska w Dagestanie, później służył w batalionach robotniczych w Azerbejdżanie. 27 września 1943 wstąpił do 2 DP im. J. H. Dąbrowskiego, został oficerem politycznym, na początku 1944 oficer w ośrodku formowania Armii Polskiej w ZSRR w Sumach, skąd został skierowany na kurs w Wyższej Szkole Oficerów Polityczno-Wychowawczych w Moskwie; w jego trakcie 5 czerwca 1944 został odwołany do Sum. Jako podporucznik został zastępcą dowódcy dywizjonu transportowego 21 zapasowego pułku artylerii, potem zastępcą dowódcy 2 pułku moździerzy 1 Korpusu Pancernego WP, a w kwietniu 1945 zastępcą dowódcy 2 Brygady Pancernej tego korpusu. Przeszedł szlak bojowy 2 Armii WP od Nysy Łużyckiej do Drezna i Czechosłowacji. Po wojnie był zastępcą dowódcy dywizji ds. politycznych i działacz partyjny w WP, od 1950 pracownik GZP WP, od 19 października 1951 podpułkowniki rezerwy i prezes Aeroklubu i dyrektor Przedsiębiorstwa Robót Telekomunikacyjnych we Wrocławiu, od 1956 na rencie. Członek KD PZPR Mokotów.
Pochowany na wojskowych Powązkach (kwatera D6-3-9).

## Odznaczenia
- Order Krzyża Grunwaldu III klasy
- Order Virtuti Militari III klasy
- Srebrny Krzyż Zasługi (1946)[2]